# مستكشف الخلفية الكونية
مستكشف الخلفية الكونية أو مسبار كوبي الفضائي (بالإنجليزية: COBE) ويُشار إليه أيضًا بـ«المستكشف 66»، كان قمراً صناعياً أمريكياً للقيام بقياسات من الفضاء خاصة ببحوث علم الكون الفيزيائي. وكانت مهمته هو قياس توزيع إشعاع الخلفية الكونية الميكروي وأجراء مسح شامل للسماء في قياسها بغرض تزويدنا بمعلومات تساعد على فهمنا للكون، تكوينه ونشأته.
وقد زوّدنا هذا المسبار بدليل يؤيّد نظرية الانفجار العظيم حول الكون: فالإشعاع الميكروي كان عبارة عن طيف جسم أسود مثالي تقريبًا، نتج عند نشأة الكون من حرارة عالية جداً بعد الانفجار العظيم، ثم بدأت درجة الحرارة في الكون النشأ تنخفض تدريجياً بسبب تمدده السريع وبدأت المادة تتكون كجسيمات منفردة من ضمنها الإلكترون والبروتون ثم تكونت منها ذرات مع انخفاض درجة الحرارة، فتكون غازي الهيدروجين والهيليوم، ثم بدأت تلك الغازات تتجمع بفعل قوة الجاذبية وتبني نجوماً ومجرات، وتزايد الكون في الاتساع وانخفاض درجة حرارته حتى وصل إلى الحالي حيث أصبحت درجة حرارة الكون نحو 3 كلفن. تلك الحرارة الكونية البالغة الآن 3 كلفن هي التي يقيسها المسبار كوبي، وتبين القاياسات الاختلافات الصغيرة جداً في درجة حرارة الكون الناشئة عن تكون المادة في القديم في مناطق ظهرت فيها المجرات وتجمعات المجرات فيما بعد، حتى وصل الكون إلى تكوينه الحالي الذي نشاهده إما بالعين المجردة أو مع ابتكارنا لآلات بصرية وهوائيات تساعدنا على مشاهدات أكثر وأعمق للكون.
تسلّم اثنان من محقّيقي «مستكشف الخلفية الكونية»  كوبي  الرئيسيّين وهما «جورج سموت» و«جون ماثر» جائزة نوبل في الفيزياء لعام 2006 عن أنجازاتهما العلمية على هذا السبيل. وقالت لجنة الجائزة تقييما لعملهما: «مشروع «مستكشف الخلفية الكونية» يُمكن أن يُعتبر أيضًا نقطة البداية لعلم الكون كعلم بالغ الدقة».

## الاكتشافات العلمية
تمّت المهمّة العلميّة للمستكشف بواسطة ثلاث أدوات: «تجربة خلفية الأشعة تحت الحمراء المنتشرة» (Diffuse Infrared Background Experiment) والمطياف المطلق للأشعة تحت الحمراء البعيدة (Far Infrared Absolute Spectrophotometer)، ومقياس الموجات الراديوية التفاضلي (Differential Microwave Radiometer).
وهذه المعدّات متداخلة في الأطوال الموجيّة المخصّصة لها، مما جعلها تُعطي قياسات متشابكة ومتسّقة في مناطق التداخل الطيفي، وسَاعد هذا على تمييز الإشارات القادمة من كلّ من مجرتنا ومن النظام الشمسي ومن الخلفيّة الكونية. وسوف تقوم كل من أجهزة مستكشف الخلفية الكونية أهدافًا إضافيّة مستقبلاً بالقيام بأرصاد خارج مهمّتها المبدئية.

## تطابق منحنى الجسم الأسود مع إشعاع الخلفية الكونيّة
خلال فترة الخدمة الطويلة لمستكشف الخلفية الكونية حدث تطوّران فلكيّّان هامان. الأول كان في عام 1981، حيث قام فريقان من الفلكيين (قاد أحدهما «ديفيد وِلكنسون» والآخر «فرناسيسكو مِلكيورّي» من جامعة فلورنسا) في الآن ذاته اكتشفا توزيعا رباعي الأقطاب للخلفية الميكروية الكونية، واكتشفوا ذلك باستخدام أجهزة محمولة على مناطيد تستطيع مسح الفضاء من إرتفاع بعيد عن التأثيرات الجوية. وبين اكتشافهم توافقاً بين أشعة الخلفية الميكروية الكونية (عند 3 كلفن) والطيف الحراري للجسم الأسود (أي الطيف الذي نحصل عليه في المختبر عن إشعاع جسم أسود، وهو معروف بمثالية إشعاعه). وأعلنت مجموعة علماء من فلورنسا عن عثورها على اختلافات قليلة في توزيع درجة الحرارة تصل في المتوسط نحو 100 مايكرو كلفن.
ثم قام العلماء بالقياس بواسطة جهاز آخر «فيراس» FIRAS موجود على متن مسبار  كوبي  وتنطبق قياساته مع المنحنى النظري لإشعاع الجسم الأسود الذي تبلغ درجة حرارته 7و2 كلفن.
وقد قامت تجربة فيراس بقياس اختلافات الطيف لكل بقعة سماوية قدرها 7° ومقارنتها بإشعاع جسم أسود داخلي، واستمرت قياسات المطياف فيراس مدة 10 أشهر.

## مستجدات
بعد تلك النتائج القيمة التي حصل عليها العلماء من بعثة المسبار كوبي فكروا في تجربة جديدة تكون أكثر دقة في مسحها وقياسها السماء، فكان مسبار ويلكينسون لقياس اختلاف الموجات الراديوية الذي أطلقته ناسا عام 2001 هو خليفة المسبار كوبي.

## معرض صور

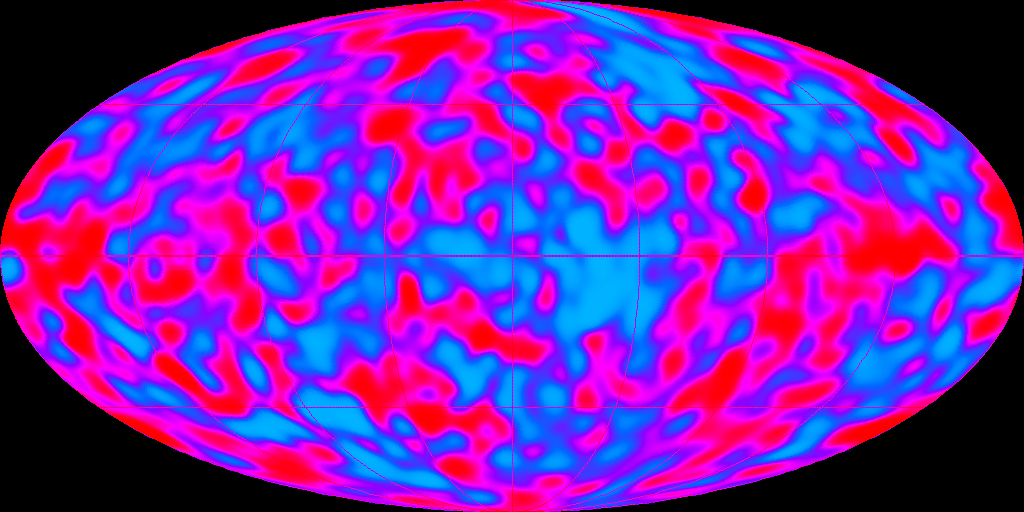
الخريطة الشهيرة "غير متساوية التوزيع" حراريا لمستكشف الخلفية الكونية COBE، وقد تم تشكيلها باستخدام قياسات كوبي.
تبين قياسات مسبار كوبي تطابق منحنى إشعاع الجسم الأسود المفترض في نظرية الانفجار العظيم وإشعاع الخلفية الميكروني الكوني المشاهد عمليا. المحور الأفقي : يعطي طول موجة الأشعة، والمحور الرأسي : شدة الإشعاع.
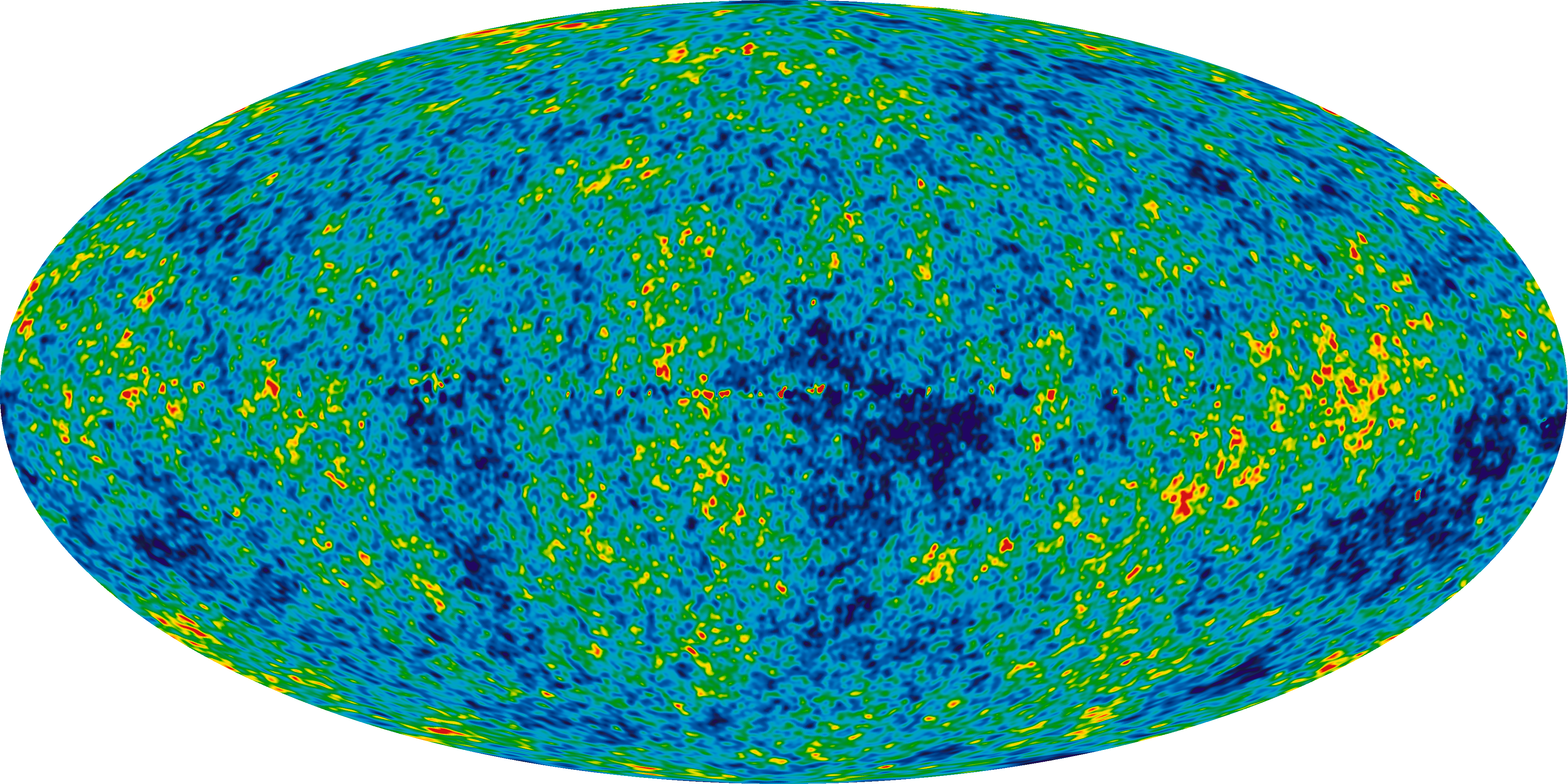
اختلافات درجة حرارة أشعة الخلفية الميكرونية الكونية كما قام بقياسها مسبار دبليو ماب WMAP. الأحمر: درجات حرارة عالية نسبيا، والأزرق : درجات حرارة منخفضة.
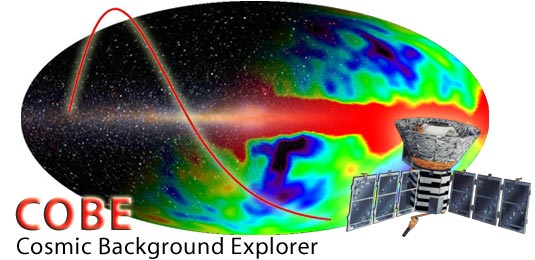
شعار مهمّة "مستكشف الخلفية الكونية" COBE.

## اقرأ أيضا
- إشعاع الخلفية الميكروي الكوني
- مصور الأشعة الخلفية الكونية
- نمط ب
- مسح سلووان الرقمي للسماء
- تجربة مستكشف أتاكاما
- مصفوفة بيسيب وكيك
- جسم أسود
- مسبار ويلكينسون لقياس اختلاف الموجات الراديوية
- بلانك (مرصد فضائي)
- الانفجار العظيم